# ボーイズ・クラブ (デュオ)
ボーイズ・クラブ（Boys Club）は、アメリカ合衆国ミネソタ州ミネアポリス出身のジーン・ハントとジョー・パスカルからなるポップ・デュオで、ドン・ハンター・パウエルによって考えられ編成された。1989年に「ホールディング・ユー (I Remember Holding You)」という大ヒットを放ち、全米Billboard Hot 100で最高8位を記録した。ミネソタ州の大部分で、ボーイズ・クラブは「ワム!のミネソタ版」とも見なされていた。「ホールディング・ユー」はBillboard Hot 100にチャート・インした唯一曲で、それが彼らを一発屋と呼ばれるようにしたところもある。「ホールディング・ユー」が全米アダルト・コンテンポラリー・チャートで4位に達した数ヶ月後に、彼らのセカンド・シングル「The Loneliest Heart」が、同チャートで39位に達した。
ハントとパスカルは、成功の絶頂期に行われたラジオのインタビューで、彼らの主な音楽的影響の1つはジョージ・マイケルであり、より具体的には、ワム!時代のマイケルの仕事にあるとした。「彼が曲とメロディーをアレンジする方法は非常にユニークで、私たちは自分たちの音楽でそれをエミュレートしようとしました」と、ハントが初期のインタビューの1つで言ったことも引用されている。
ボーイズ・クラブは、最初のエピソードの音楽ゲストとしてテレビ番組『All-New Mickey Mouse Club』に出演した最初のレコーディング・アーティストとなった。
ハント（本名ユージン・ウルフグラム）は、かつてファミリー・グループであるジェッツのメンバーであった。彼の末っ子の兄弟姉妹は現在、ハードロック・グループ、アゲインスト・ザ・シーズン (Against the Season)のメンバーとなっている。
1990年、ハントはジェッツと一時的に再結成し、アルバム『The Best of The Jets』(1990年)のために4つの新曲をレコーディングした。彼はカバーと内側のアルバム・スリーブに登場し、「Special Kinda Love」のミュージックビデオに出演した

## ディスコグラフィ

### スタジオ・アルバム
- 『ボーイズ・クラブ』 - Boys Club (1988年、MCA)

### シングル
- 「ホールディング・ユー」 - "I Remember Holding You" (1988年)
- "Danglin' On A String" (1988年)
- "The Loneliest Heart" (1989年)